# استیسبرو (جورجیا)
استیسبرو، جورجیا (به انگلیسی: Statesboro, Georgia) یک شهر در ایالات متحده آمریکا با جمعیت ۲۸٬۴۲۲ نفر است که در جورجیا واقع شده‌است.

## موقعیت جغرافیایی
موقعیت جغرافیایی شهرها و مناطق اطراف به شرح زیر است: